# コンバース・ジャックパーセル

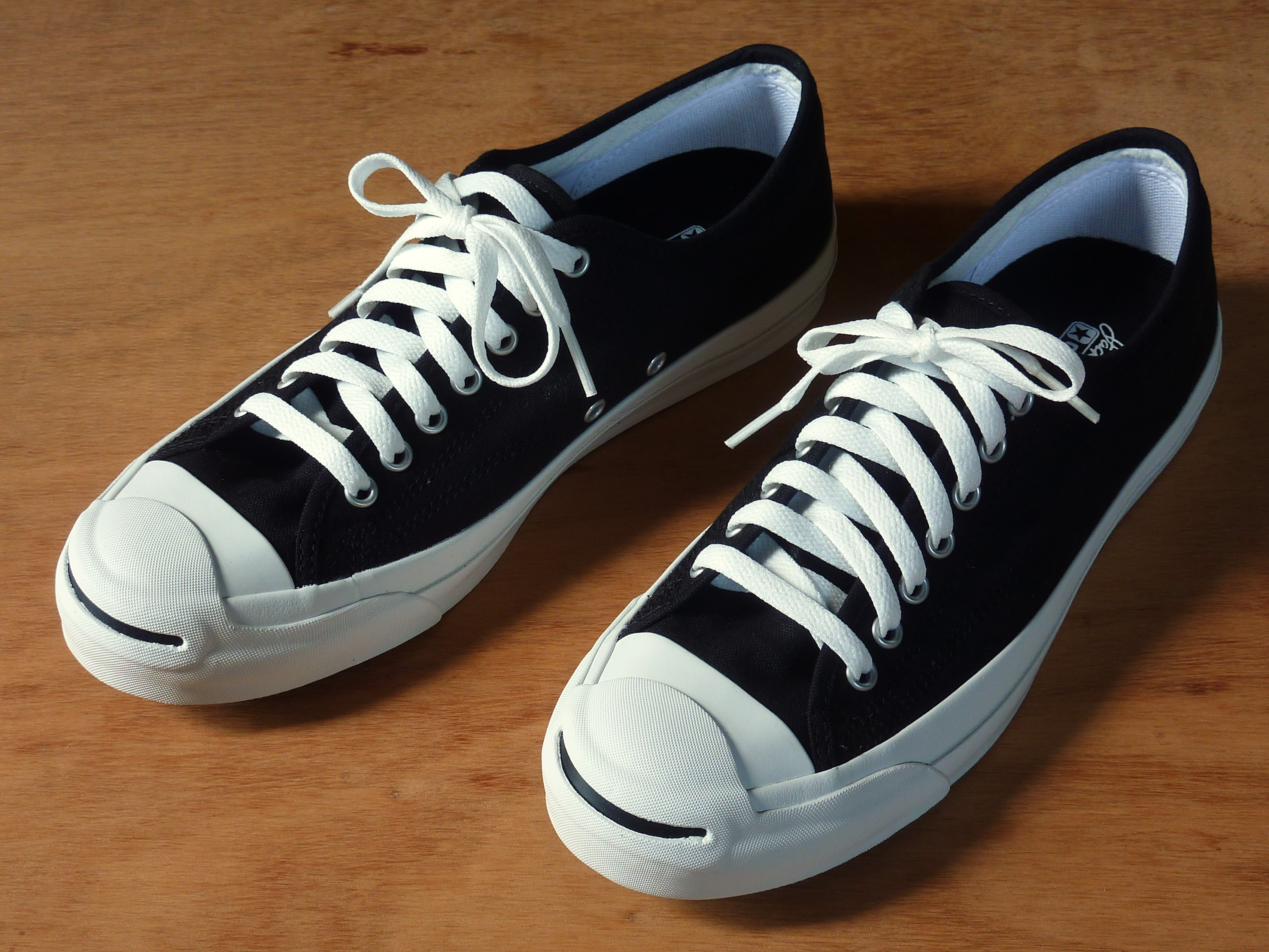
コンバース・ジャックパーセル

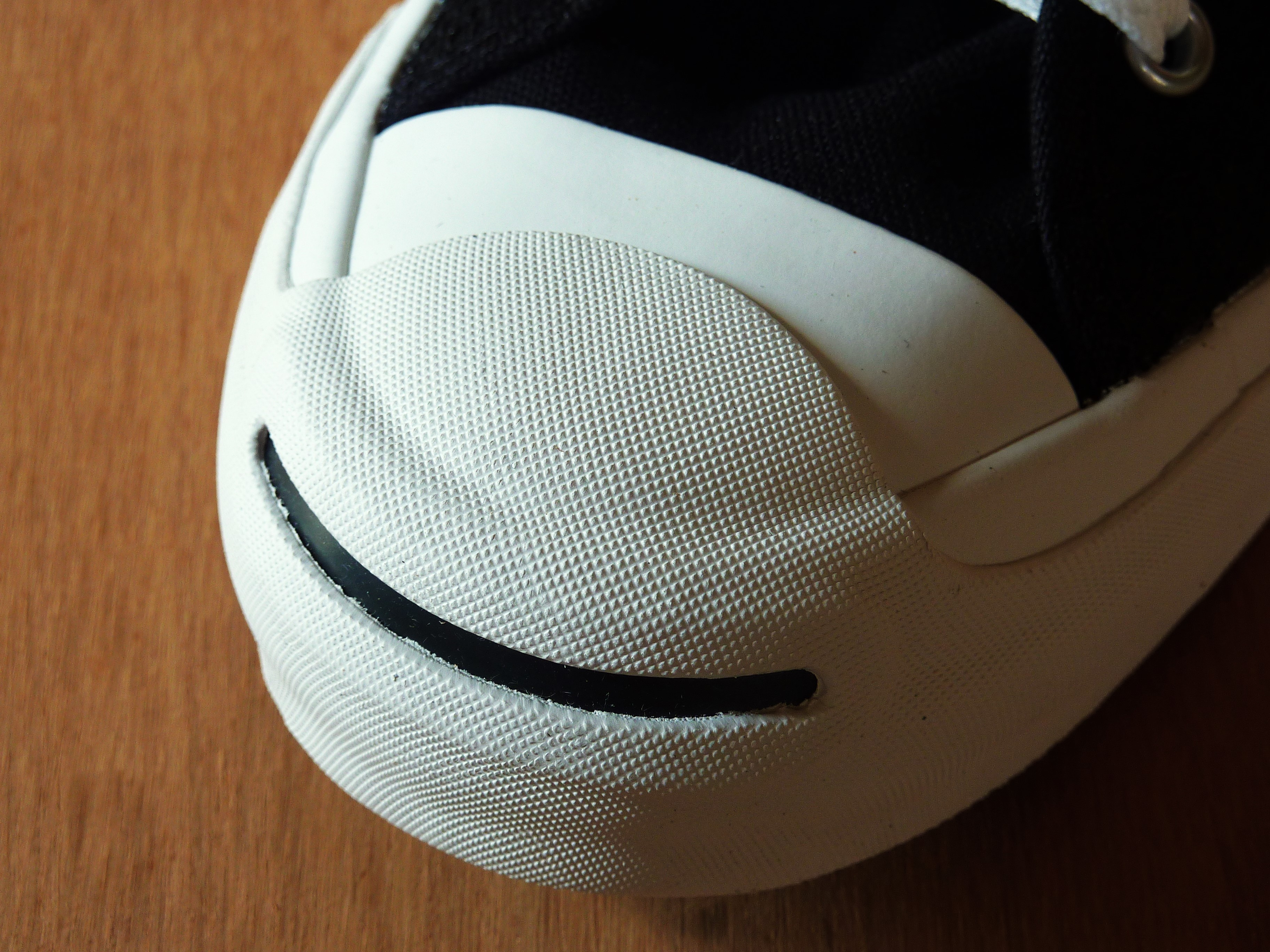
「スマイル」と呼ばれる爪先のライン

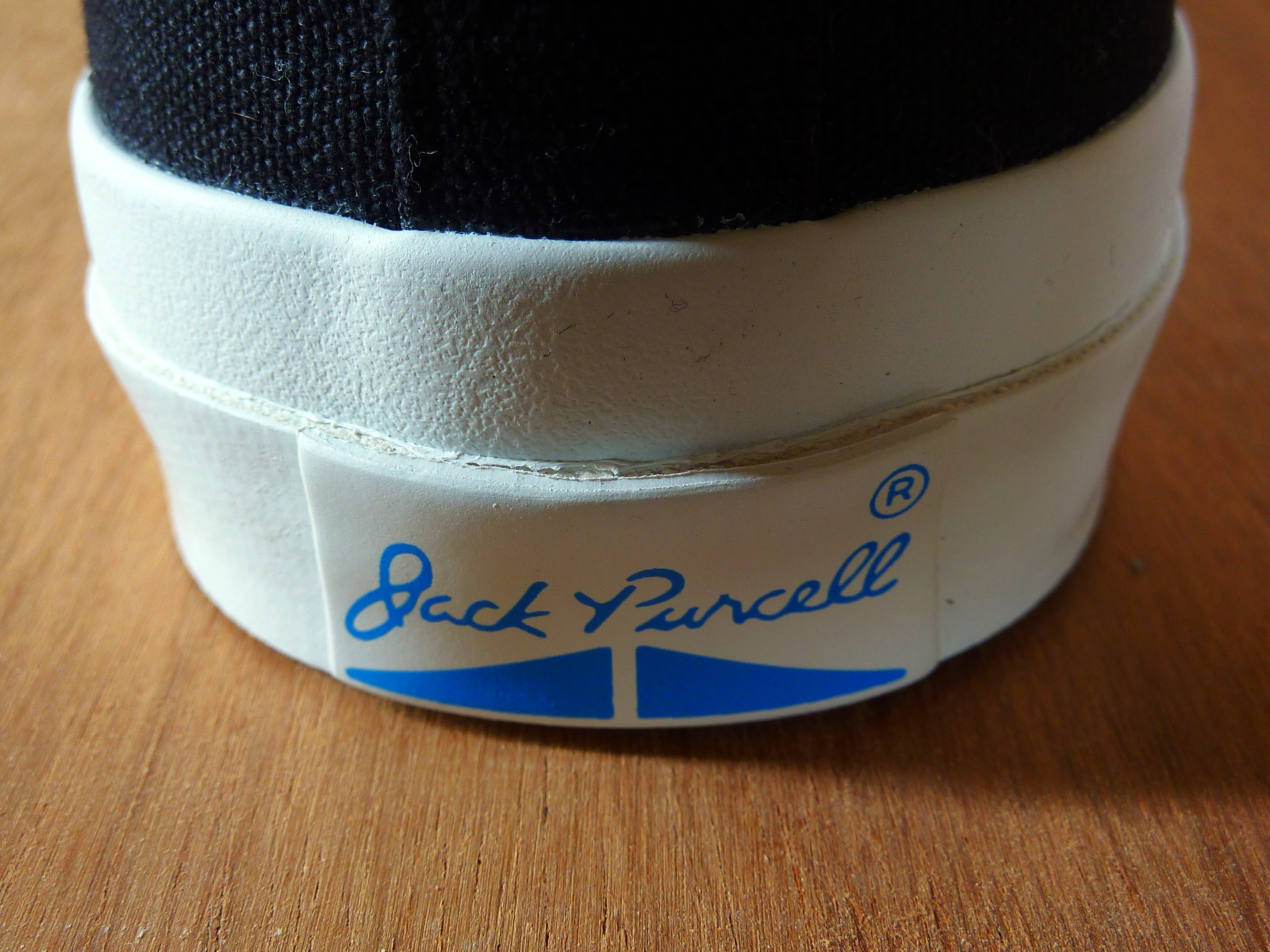
「ヒゲ」と呼ばれる踵のラベル

コンバース・ジャックパーセルは、コンバースが販売するスニーカー。
1935年に、当時バドミントンチャンピオンだったジャック・パーセルが開発にかかわった。靴の名称もパーセルに由来する。
当初はスポルディング社からの発売であった。50年代に入ると、B.Fグッドリッチ社に販売元が移り、この頃からジャックパーセルの特徴である「ヒゲ」と「スマイル」がデザインされた。
発売当時最高水準の耐久性と快適さを備え、テニス、バドミントン、スカッシュの多くのプレーヤーに愛用された。
2005年には70年ぶりのモデルチェンジを行い、前駆モデルより片足あたり約70グラム軽量化し、ポリウレタン素材のカップインソールの採用、足型をコンバース・オールスターと同型のものにするなど、極力デザインは変えずに機能の向上を図った。また、トゥスプリングという爪先が上がった状態にする加工を施し、よりスタイリッシュなモデルとなった。

## 特徴
ほほ笑んだ口元に見えることからスマイルと呼ばれるラインがトゥ（爪先）に
入っているのとヒール（踵）にひげと呼ばれるマークが入っているのが大きな特徴。キャンバス地とレザーがある。コンバース・オールスターと並び人気がある。

## 備考
アメリカのロックバンド、ニルヴァーナのカート・コバーンの愛用靴だったことでも有名。また、アメリカの俳優のジェームズ・ディーンも愛用していたようであり、ジャックパーセルを履き、ディレクターチェアに座りながら脚立に足を乗せた有名な写真が残されている。

## 参考・出典
- CONVERSE コンバース　オフィシャルサイト　-HISTORY-